# Rejestr gwizdkowy
Rejestr gwizdkowy – głos ludzki osiągający brzmienie najwyższych dźwięków skali dźwiękowej.
Rejestr gwizdkowy rozpoczyna się po osiągnięciu przez śpiewaka dźwięku c3 (1046,5 Hz), tzw. wysokiego c.
Rejestr gwizdkowy osiąga się dzięki kontrolowanemu przez śpiewaka napięciu strun głosowych. Struny w tym ustawieniu nie drgają na całej swej długości, a drgająca ich część wibruje ze wzmożoną częstotliwością. Takie ustawienie strun pozwala uzyskać dźwięk powyżej brzmienia falsetu (powyżej wysokiego c), ale również ponad sopran koloraturowy. Osiągnięcie przez śpiewaka najwyższych dźwięków z rejestru gwizdkowego nie pozwala na koloraturową artykulację głosem, a jedynie na podtrzymanie wibracji. Próby artykulacji typowej dla sopranu koloraturowego mogą doprowadzić do uszkodzenia aparatu głosowego człowieka. 
Brzmienie ludzkiego rejestru gwizdkowego przypomina brzmienie flażoletu. Posługuje się nim mała grupa wokalistów, m.in. Mariah Carey, Christina Aguilera, Ariana Grande i Beata Kozidrak.

## Rejestr gwizdkowy u dzieci
Niemowlęta i małe dzieci obojga płci potrafią wydobyć dźwięki o częstotliwości z zakresu rejestru gwizdkowego w sposób niezamierzony. U dzieci głos ten mieści się w zakresach od wysokiego c sopranu do g4 (ok. 3136,0 Hz). Obserwowano  dzieci osiągające pisk, którego częstotliwość wykraczała poza dźwięki dostępne na fortepianie koncertowym, 97-klawiszowym. Laryngolodzy zalecają, aby zniechęcać dzieci do wydobywania takich dźwięków. Przy częstej artykulacji przez dzieci pisków z zakresu rejestru gwizdkowego może dojść do uszkodzenia strun głosowych i zaburzeń artykułowania mowy.